# Tascalusa
Tascalusa ou Tuskaloosa ou Tuskalusa était le chef d'une tribu amérindienne qui livra bataille à l'explorateur espagnol, Hernando de Soto. En langue choctaw, tushka signifie « guerrier » et lusa « noir » donc mot à mot « Guerrier noir ».
Le 18 octobre 1540, de Soto et son expédition se retrouvent devant une ville sommairement fortifiée nommée Mavilla ou Mauvila (sans doute proche de l'actuelle ville de Mobile). Un Amérindien converti les avise que la cité est pleine de guerriers et d'armes. L'un de ses capitaines propose à de Soto d'établir un campement à l'extérieur de la cité, mais de Soto refuse, il veut loger à Mavilla. La tribu de Mavilla, commandée par le chef Tascalusa, a préparé une embuscade à l'intérieur de l'enceinte de la ville. Les Espagnols sont piégés et doivent se battre avec ardeur pour s'échapper avant de parvenir à réduire la cité en cendres. La bataille dure neuf heures, dix-huit Espagnols sont tués, cent cinquante des survivants sont blessés, vingt autres mourront encore de leurs blessures lors des semaines suivantes, douze chevaux ont été tués et soixante-dix blessés. Parmi les guerriers indiens, on compte à peu près deux mille cinq cents morts ou mille cent selon d'autres estimations. Tascalusa lui-même périt sans doute dans l'incendie de sa cité. 

## Hommage posthume
La ville de Tuscaloosa en Alabama fut nommée en son honneur, en 1817.